# La Côte-Saint-André
La Côte-Saint-André je naselje in občina v vzhodnem francoskem departmaju Isère regije Rona-Alpe. Leta 2009 je naselje imelo 5.076 prebivalcev.

## Geografija
Kraj leži v pokrajini Daufineji 38 km jugovzhodno od Vienne.

## Uprava
La Côte-Saint-André je sedež istoimenskega kantona, v katerega so poleg njegove vključene še občine Arzay, Balbins, Bossieu, Champier, Commelle, Faramans, Gillonnay, Mottier, Nantoin, Ornacieux, Pajay, Penol, Saint-Hilaire-de-la-Côte, Sardieu in Semons z 12.322 prebivalci.
Kanton Côte-Saint-André je sestavni del okrožja Vienne.

## Zanimivosti
- Château Louis XI,
- romanska župnijska cerkev sv. Andreja,
- muzej likerjev Cherry Rocher,
- rojstna hiša francoskega skladatelja 19. stoletja Hectorja Berlioza, muzej.

## Osebnosti
- Hector Berlioz (1803-1869), skladatelj;